# Lymneops angusticeps
Lymneops angusticeps är en skalbaggsart som beskrevs av Thomas Casey. Lymneops angusticeps ingår i släktet Lymneops och familjen jordlöpare. Inga underarter finns listade i Catalogue of Life.